# Aeollanthus caudatus
Aeollanthus caudatus là một loài thực vật có hoa trong họ Hoa môi. Loài này được Ryding mô tả khoa học đầu tiên năm 1982.